# Лисецкий, Сергей Афанасьевич
Сергей Афанасьевич Лисецкий (1926 — 2022) — советский украинский кинооператор и кинорежиссёр. заслуженный деятель искусств Украины (1995).

## Биография
Родился 13 февраля 1926 года в Киеве (ныне Украина).
Фотографией увлёкся ещё в юности, в 1939 году купив себе первый фотоаппарат
Участник Великой Отечественной войны. В РККА с октября 1943 года, воевал на 2-м и 1-м Украинских фронтах, рядовой, разведчик 333-й отдельной разведроты 254-й стрелковой дивизии.
В феврале 1945 года, возвращаясь с разведгруппой с задания в тылу противника, в ходе которого были обнаружены немецкие танки и скопление пехоты:

на обратном пути натолкнулись на засаду, вступили в бой, в котором сам, лично, уничтожил 4 немца и пулемёт. Важные сведения о противнике были доставлены точно в срок.— из наградного листа на Орден Славы III степени, 10 марта 1945 года
После войны ещё пять лет служил, благодаря умению обращаться с фотокамерой стал фотокорреспондентом в военных газетах.
В 1950—1956 годах окончил операторский факультет ВГИКа (1956, мастерская Леонида Косматова).
С 1956 года работал оператором на Киевской киностудии художественных фильмов имени А. Довженко.
Преподаватель Киевского университета театра, кино и телевидения им. И. Карпенко-Карого.
Заслуженный деятель искусств Украины (1995).
Умер 16 января 2022 года.

## Фильмография
Оператор-постановщик фильмов:
- 1959 — Солдатка
- 1959 — Любой ценой
- 1961 — Радость моя
- 1962 — Мы, двое мужчин
- 1963 — Наймичка
- 1965 — Проверено — мин нет
- 1968 — Лелейская гора
- 1969 — Где 042?
- 1972 — Лавры
- 1975 — Переходим к любви
- 1978 — Искупление чужих грехов
- 1980 — Платон мне друг
- 1982 — Тайны святого Юра

В качестве режиссёра поставил художественный фильм «Прелюдия судьбы» (1984), был сорежиссёром нескольких документальных фильмов.

## Критика
В кинематографическом творчестве Лисецкого доминирует тенденция к обретению наиболее адекватной и действенной формы визуально-пластической выразительности для создания целостного экранного образа, стремление гармонического сочетания живописности изображения, музыкального звучания и содержания драматургический-актерского действия.— киновед Л. И. Брюховецкая